# اندیس منگنز آبسرد
منگنز آبسرد یک اندیس فلزی است که در حوالی شهر نخلیه استان سیستان و بلوچستان قرار دارد و مادهٔ معدنی موجود در آن، منگنز است.سنگ میزبان این اندیس پریدوتیت تکتونیزه وآلتره است و دیرینگی آن به دوران کرتاسه بالایی می‌رسد. 